# Peski Moyynkum (sandområde i Kazakstan)
Peski Moyynkum (kazakiska: Moyynqum) är ett sandområde i Kazakstan.   Det ligger i oblystet Almaty, i den sydöstra delen av landet, 900 km söder om huvudstaden Astana.